# Palikúr
Palikúr (eget namn pa’ikwaki) är ett arawakspråk som talas i Franska Guyana och Brasilien. Dess nära släktspråk är bl.a. aruan och xiriâna..
Antal talare är 1 420 och språket anses vara hotat.
Språket skrivs med latinska alfabetet. Nya testamentet översattes till palikúr år 2018.

## Fonologi

### Konsonanter
|             | Bilabial | Alveolar | Postalveolar | Palatal | Velar  | Glottal |
| ----------- | -------- | -------- | ------------ | ------- | ------ | ------- |
| Nasal       | m        | n        |              |         |        |         |
| Klusil      | p \| b   | t \| d   |              |         | k \| g |         |
| Frikativ    |          | s        | ʃ            |         |        | h       |
| Approximant | w        |          |              | j       |        |         |

Källa:

### Vokaler
|              | Främre | Central | Bakre |
| ------------ | ------ | ------- | ----- |
| Sluten       | i      |         | u     |
| Mellansluten | e      |         | o     |
| Öppen        |        | a       |       |

Alla vokaler kan också realiseras som nasala.
Källa: